# 鹿圈东站
鹿圈东站是一个位于中国北京市大兴区博兴街道博兴路与涼水河一街交叉口，属于北京地铁亦庄有轨电车T1线的有轨电车站。

## 结构
| 地面 |                                | █ 亦庄T1线往屈庄（泰河路） |
| 地面 | 岛式站台，左側開门             |                            |
| 地面 | █ 亦庄T1线往定海园（亦庄同仁） |                            |